# Terrorbalance
En terrorbalance er en situation, hvor der hersker balance og dermed ro imellem to modparter, fordi begge parter kan udslette hinanden; terrorbalancen er dermed en afledning af teorien om magtbalance.
Begrebet terrorbalance bruges almindeligvis om situationen under den kolde krig, hvor balancen mellem USA's og Sovjetunionens arsenal af atomvåben gjorde det muligt for begge parter at ødelægge hinanden i tilfælde af krig. Dette var et vigtigt princip for den militærteknologiske udvikling under den kolde krig. Begrebet kan imidlertid også bruges bredere om situationer, hvor to parter er holdt i skak af frygten for voldelig gengældelse fra modparten, eller der kan være tale om f.eks. gensidig frygt for økonomiske sanktioner.

## Gensidig atomar ødelæggelse
Ved tidligere rustningskapløb kunne et land fristes til at starte en krig, hvis det var numerisk overlegent mht. fly, ubåde, kampvogne, ryttere, bueskytter mm. Efter indførelsen af kernevåben blev en mætning nået. USA kunne ødelægge Jordens overflade 2.000 gange og Sovjetunionen 3.000 gange. Da Jordens overflade kun kan ødelægges én gang vil en numerisk overlegenhed ikke være fordelagtig. Terrorbalancen handlede om troværdigheden af landenes atomslagstyrker. Prøvesprængninger af kernevåben og prøveflyvning af missilerne skulle bevise at materiellet ville kunne virke. Da varslingstiden typisk var på 15 minutter skulle raketterne kunne affyres uden forsinkelser. Forskellige tekniske fejl i rækken fra betondækslets flytning til kernevåbnets detonation over målet ville nedsætte slagkraften – derfor dette overkill.